# Ray Greene
Ray Greene (Warwick, 1765. február 2. – Warwick, 1849. január 11.) az Amerikai Egyesült Államok szenátora (Rhode Island, 1797–1801).